# Kostya Tszyu
Kostya Tszyu (in russo Константин Борисович Цзю?, Konstantin Borisovič Czju; Serov, 19 settembre 1969) è un pugile russo naturalizzato australiano, ex-campione mondiale dei pesi superleggeri e membro dell'International Boxing Hall of Fame.

## Biografia
Da dilettante partecipa alle Olimpiadi di Seul 1988, perdendo al terzo turno contro il tedesco Andreas Zülow. L'anno successivo a Mosca vince il bronzo campionato mondiale dilettanti, seguito dall'oro a Sydney nel 1991.
Dopo il crollo dell'Unione Sovietica si trasferisce in Australia e lì passa professionista nel 1992 battendo Darrell Hiles per KO alla prima ripresa. Nel gennaio 1995 si laurea campione del mondo superleggeri IBF sconfiggendo per ko6 a Las Vegas il portoricano Jake Rodríguez. Conserva la cintura per 5 volte, per poi perderla nel 1997 contro Vince Phillips.
Nel novembre 1998 ottiene una nuova opportunità mondiale, che sfrutta battendo il cubano Diosbelys Hurtado per il mondiale interim dei superleggeri WBC. Sconfiggendo nove mesi dopo il messicano Miguel Ángel González si aggiudica il medesimo titolo vacante.
Nel 2001 unifica il titolo WBC con quello superleggeri WBA con una vittoria alla settima ripresa su Sharmba Mitchell, cui poi aggiunge anche la corona superleggeri IBF dopo aver sconfitto Zab Judah.
Dopo alcune difese vittoriose, nel 2005 viene sconfitto dal britannico Ricky Hatton in un incontro per il mondiale IBF e decide di ritirarsi. Nel numero di Ring Magazine di marzo 2010, Tszyu è stato classificato come miglior pugile superleggero del primo decennio del XXI secolo.
Per buona parte della sua carriera ha portato il codino, diventato un suo segno.